# Viettesia aequalis
Viettesia aequalis là một loài bướm đêm thuộc phân họ Arctiinae, họ Erebidae.